# Cynthia (álbum)
Cynthia é o álbum de estreia da cantora de freestyle Cynthia, lançado em 1989 pela gravadora Micmac Records. Inclui os singles "Thief of Heart", "Endless Night" e "Change on Me", essa última alcançando a posição #37 na parada de dance da Billboard, a Hot Dance Music/Club Play.
| Críticas profissionais                                                      | Críticas profissionais |
| Avaliações da crítica                                                       | Avaliações da crítica  |
| Fonte                                                                       | Avaliação              |
| --------------------------------------------------------------------------- | ---------------------- |
| allmusic                                                                    | [ 1 ]                  |
| Esta tabela precisa de ser acompanhada por texto em prosa. Consulte o guia. |                        |

## Faixas
| N.º | Título                    | Duração |  |
| 1.  | "Change on Me"            | 6:35    |  |
| 2.  | "Endless Nights"          | 8:10    |  |
| 3.  | "Holding On"              | 3:59    |  |
| 4.  | "Thief of Heart"          | 5:55    |  |
| 5.  | "Everytime I Look at You" | 5:57    |  |
| 6.  | "Gonna Get Over You"      | 6:15    |  |

## Posições nas paradas musicais
Singles - Billboard
| Ano  | Single           | Parada musical                     | Posição |
| ---- | ---------------- | ---------------------------------- | ------- |
| 1988 | "Change on Me"   | Hot Dance Music/Club Play          | 37      |
| 1988 | "Change on Me"   | Hot Dance Music/Maxi-Singles Sales | 43      |
| 1989 | "Endless Nights" | Hot Dance Music/Maxi-Singles Sales | 28      |
| 1989 | "Thief of Heart" | Hot Dance Music/Maxi-Singles Sales | 31      |